# Vokalmusik

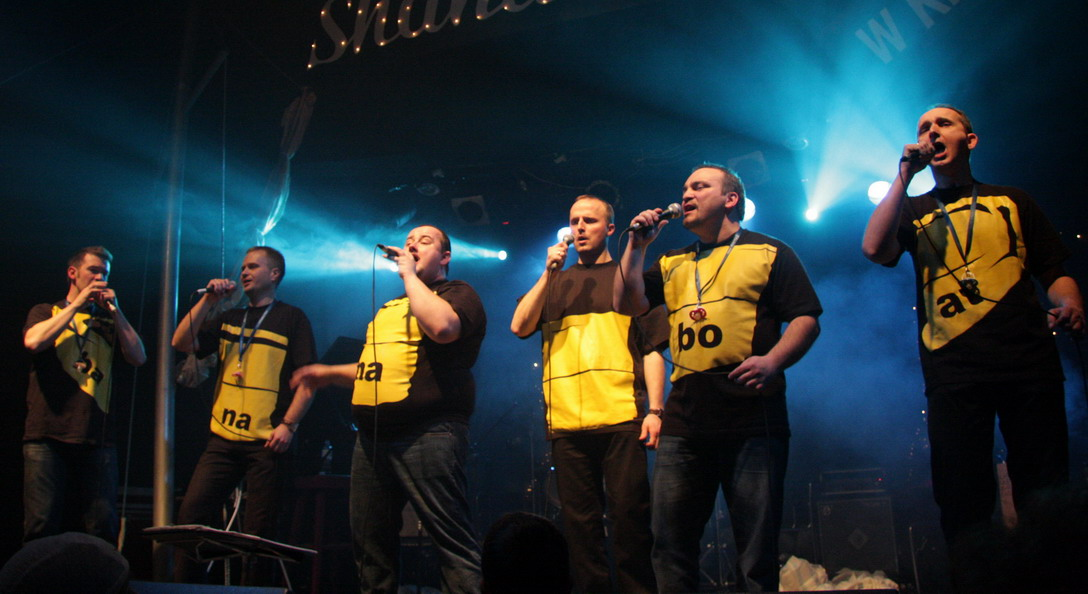
Banana boat, polsk a capellasextett.

Vokalmusik är musik där sång är en väsentlig komponent. Eftersom sång nästan alltid innebär att man sjunger en text, blir vokalmusik ett möte mellan ord och musik. Körsång är en utbredd företeelse i Sverige, och sångkvartetter är ett gammalt format. Solosång av olika slag är också vokalmusik. Musik där sången är en komponent bland många, såsom i modern populärmusik, skulle kunna kallas vokalmusik men gör det sällan.